# 宇宙戦艦ティラミス
『宇宙戦艦ティラミス』（うちゅうせんかんティラミス）は、原作：宮川サトシ、作画：伊藤亰による日本の漫画作品である。新潮社が運営する漫画配信サイト『くらげバンチ』にて2015年10月より2020年2月まで連載された。
本作は「人類が宇宙へ進出した時代、二国家間で宇宙戦争が繰り広げられている」という設定や硬派な絵柄からシリアスなSF作品に見えるが、実際は戦闘ロボットのエースパイロット主人公スバル・イチノセと仲間・敵対人物たちの奇行や日常を描いたギャグ漫画（シリアス風な体裁）である。2016年7月の「このマンガがすごい！WEBオトコ編」の第3位にランクインした。
2018年からは本作を原作とするテレビアニメおよび舞台作品が製作されるなど、メディアミックスも行われている。
2019年、第22回文化庁メディア芸術祭マンガ部門で優秀賞を受賞。

## あらすじ
舞台は、人間が生活圏を宇宙にまで拡大し相応の時が過ぎた未来世界。「宇宙歴0156年」、人類は「地球連邦」と「メトゥスの民」と呼称される勢力に二分し、双方が一進一退の宇宙大戦を繰り広げていた。
膠着状態が続く中、地球連邦が有する宇宙戦艦ティラミスに所属するエースパイロットスバル・イチノセは愛機デュランダルを駆り、敵を次々と打破。一躍エースパイロットとして名を馳せることとなる。だが、スバルは(いろいろな意味で濃い)他クルーとの集団生活になじめぬまま、愛機に（私室の如く）こもりがちという問題を抱えていた。そして、メトゥスの民の幹部の座につくイスズ・イチノセ大佐は、スバルの兄であり、彼もまた問題を抱えていた。

## 登場人物
声はテレビアニメ版における声優。

### 宇宙戦艦ティラミスの乗組員
スバル・イチノセ
声 - 石川界人、桑原由気（幼少期）
本作の主人公。宇宙戦艦ティラミスのエースパイロットで、19歳。愛知県豊田市の出身で階級は少尉。中日ファン。
幼少期はロボット遊びが好きでこれが転じてパイロットになった。好きな食べ物は手巻き寿司に入れる卵巻き。
ティラミスのクルーの中では最年少。他のクルーとの集団生活になじめずにいるあまり、専用機「デュランダル」にこもっていることが多い。
半ば私室と化したデュランダルのコックピット内で串カツを食べようとしたり、自らの陰毛をタブレット菓子のケースの中に入れて持ち歩くなど、その行動は軍人らしさから大幅に逸脱している。デュランダルを専用機として与えられた最年少パイロットとして誇りをもっていたが、実際には他の軍人と比べて才能に大差がないことを自覚してからは人見知りにさらに拍車がかかっている。リージュによって専用機を奪われた後に量産機を与えられ自尊心が砕け散った後は色々と吹っ切れたらしく奇行もますます過激化しつつある。
コックピット内は自室並みの愛着を持ち、極端な他人の干渉を嫌う。コックピット内にティッシュを置いたり座席の下の秘密のダッシュボードに秘蔵のアダルトDVDを隠しておくなどを行っていた。実は生まれつき乳首が斜めにあることを気にしており、他の乗組員には見られないよう両手で隠すよう心掛けている。
連邦本部内ではスバルを模したフィギィアが販売されているが、似ていないことに加え扱いも雑なため、実は自分が連邦から必要とされていないのではないかと日々疑心暗鬼に陥っている。一時的にティラミスを離れた際、周囲がアシストボットであるパッカーに夢中でスバルに興味を無くして以降、ティラミスの乗組員に対しては若干人間不信気味となっている。
女性に対しては年齢相応の興味はあるが、身近にいるシゲルコやリージュの傍若無人によってウンザリさせられている。さらにリージュによってタトゥーと乳輪で弄ばれた（と勝手に思い込んでいる）ため女性が絡む場面は避けようと心掛けている。同時に実はスバル自身もかなり特殊な性癖が好みなため、現時点での理想の女性はルブラン。
小隊長として正式に任命されスバル小隊が発足した際、専用機ネオデュランダルをもつ最年少パイロットとなったことでようやく失われ続けてきた自尊心を取り戻す。同時に破格の待遇に気負いすぎて部下に理想の隊長として演じた結果、今後は各自が自分の部屋で就寝し乗機は早い者勝ちという心にもない斬新な提案をしてしまう。これにより小隊長としての初出撃は寝不足で代替機による出動、乗るはずだったネオデュランダルはスバルが乗る前に故障させられるという悲劇を味わうことになった。
陰毛（いんもう）
声 - 中田譲治
スバルの陰毛で、ある時デュランダルの発射トリガーに挟まっていた。長期にわたって宇宙で生活すると身につくとされる「ユニヴァース感覚」に一時的に目覚めたスバルと会話をする。名古屋出身らしく方言がありかなりフランクにスバルに接する。野球の話題が好きで中日ファン。当初はスバルから心安らぐ聖域を乱す存在として駆除されそうになっていたが、リージュの陰毛である可能性をちらつかせ駆除の危機を逃れた。その後の戦闘でスバルの危機を救い、スバルの陰毛であるが故の抜群の相性をみせ二人の間で確かな関係を認め合うかけがえのない存在となった。感覚が醒めると同時に一切口がきけなくなったが、スバルはお守り代わりとしてタブレット系清涼菓子のケースに入れて携帯している。
パッカーと出撃中に再登場するが、パッカーが気を利かせてダウンロード中の映画の広告画面の最中に敵の襲撃を受け、それを回避するためにパッカーのコンポジット端子を引き抜こうとするも引き抜いた瞬間身体がちぎれ絶命してしまった。
陰毛（いんもう）の嫁
声 - 能登麻美子
スバルの陰毛のようだが、何故か女性の性格を持ち、陰毛から嫁として紹介される。パッカーのコンポジット端子を引き抜くため陰毛と協力して端子を引き抜くことに成功したが、その中で陰毛はちぎれ命を落とす。

ヴォルガー・ハマー
声 - 諏訪部順一
宇宙戦艦ティラミスの中堅軍人で、階級は中尉。愛機は「F・デュランダル」。右頬には何かで負傷した際の傷跡が存在する。
ニヒルかつ女好きなうえ、普段はいい加減な態度をとるが、本気を出すと手ごわい。スバルやリージュをはじめ自分の都合で戦線離脱してしまう同僚が多いため、割と彼一人で戦況を支える場面が多く戦場では苦労している。
スバルに対してはフレンドリーに接し色々と気にかけてくれるが、スバルからは暑苦しさ故に苦手意識を持たれている。女性関係が盛んであるためかスバルへの忠告は若干セクハラ交じりのものも多い（そしてスバルを初め艦内クルーは皆どこかズレているため下ネタ発言を除けば至ってまともであり、相対的に作中屈指の常識人である）が肝心な部分は的を射ており、それらの忠告を無視したスバルが大変な思いをするのがお約束になっている。
リージュ・ルロワ
声 - 遠藤綾
スバルやヴォルガーの同僚である女性パイロットで、階級は中尉。カスタマイズした汎用人型兵器「プリマヴェーラδ」を愛機とする。
同僚達には偉大な父をもつ女性として畏怖されているが、彼女自身も偉大な乳をもつ女性であるため羨望の対象。容姿端麗でスタイル抜群の美女ではあるが、 父であるヴェンチュリーの育て方の影響で自分自身には意外に甘いうえに傍若無人、頑固で融通がきかないうえに沸点が低く即座に実力行使に出るため、スバルからは性欲の対象ではあっても恋愛の対象からは外されている
スバルとの対面直後にスバルと乗機を交換したことでスバルから恨みを買ったため距離感のある関係となっていたが、プリマヴェーラδの胸部を乳房と見立てて揉みしだこうとした挙句に自爆したスバルの思春期真っ盛りな様子を見て興味を抱く。その後も彼の奇行には閉口しつつも見守っており、実の姉のような気分で接している。
パイロットスーツは胸を露出した着方をしている。乳輪の近くに蝶々のタトゥーをしているため、乳輪と間違えかけたスバルに本気の怒りを覚えさせた。コックピットのリクライニングシートは許可無しで使うため、スバルにコックピットを二度と共有しないことを決意させている。
当初は出番が多く何かしらと胸を強調するシーンが多かったが、話が進むにつれ出番は無くなっている。稀に登場しても胸に関する描写はほぼ無くなってきており、ただ胸の大きい女性パイロットになりつつある。
ヴェンチュリー・ルロワ
声 - 土師孝也
宇宙戦艦ティラミスの艦長を務める老人。階級は大佐。同じ艦に乗っている娘・リージュに対しては上官の立場を忘れて甘やかしてしまうことがある。クルーの会話の間にいきなり映像で割り込んでくるなど、常にクルーを監視しているのではないかと疑われている人物。
シゲルコ・ホンダ
声 - 新井里美
ティラミスの乗組員で、通称シゲコ。艦内の兵器全般のメンテナンスを担当している。階級は中尉で既婚者（薬指に指輪を嵌めている）。
ふくよかな容姿と母性的な態度が特徴で、方言をしゃべる。性格もおばちゃんのステレオタイプ通りお節介焼きであり、他のクルー同様スバルに対してもわが子同然に接するが、他人の干渉を嫌うスバルからはうっとうしがられている。なお地球にはスバルと同じ位の息子がいる模様。
パイロットにとって命と言えるコックピットも勝手に清掃＆改造してしまうほど器用（デコレーションする以外にも飲み物やティッシュ、お守りまで装備するという、ある意味気配りしすぎるレベル）ではあるが、スバルが座席下のダッシュボードに保管していた秘蔵アダルトDVDをタイトルとジャンルを正確に分類して並べ替えるという行為は許してもらえず、スバルからしばらく口をきいてもらえなくなった。
F・デュランダルがティラミスに配備された際、スバルに操作マニュアルを渡してはいるのだが、そのマニュアルは応用編となる下巻だけであったため、F・デュランダルで初出撃したスバルは一時絶体絶命のピンチに陥る。
さらにスバルがクリスマスのデコレーションで軍紀を乱し独房入りから解放されていた後、デュランダルに引き籠もってゲームをやっていた中でハンガーの清掃を行うためデュランダルに勝手に掃除機を接続して内部電力供給を一時的に断ちセーブデータを消した挙げ句、おでこに擦り傷を負っていたスバルに「つばを付ければ治る」と自分のつばを付けたマニピュレーターを嫌がるスバルに無理矢理塗ったため、スバルがティラミスから離れる切っ掛けを作った。
パッカー（PAC2-AR）
声 - 桃井はるこ
人間サイズのヒューマノイドロボットで、感情認識機能を搭載している。
コーディーがイスズと正体を明かしティラミスから去った後、スバルのアシストを行うために配備される。
軍が開発したものではなく、上記理由により中古で購入された経緯を持つ。
アシストロボットとしてバイクモード、飛行モード、潜水モードと変形することが出来、さらには性格も良・中・悪と設定することが可能で、配備時に色々なところで障害が発生している要修理状態なうえに返品不可というジャンク品状態であったことが後に明らかになる。
ティラミス到着時は性格スイッチが悪になっておりジャンク品の状態から動かせず、ワザとウケを狙って人間を馬鹿にするような行動を取ったり、腕に隠していた電子タバコをスバル以外誰も無いところで堂々と吸うなど、最悪の態度を取る状態だった。
さらに一時はスバルに自分の腕と財布をデュランダルのコックピットに隠し窃盗の冤罪を着せる行動にも出る。
だが監視カメラの映像により冤罪は晴れ、シゲ子の作業によりその後はスイッチを良に固定され良心的な性格へと落ち着いた。
スバルのサポート時にはデュランダルに頭だけ固定され、映像は頭の後ろのコンポジット端子・ケーブル（ステレオ対応）を通じてデュランダルのスクリーンに投影できる。
このためスバルは戦闘終了後にパッカーのダウンロード機能を利用してホラー映画を楽しんでいた。
コーディ
声 - 櫻井孝宏
ティラミスのオペレーター。実はスバルの兄イスズであり、スバル以外の誰もコーディの存在を知らなかった。正体を明かすまで両目はキャップの影で隠されており、長髪はキャップの中にしまい込んでいた。
ティラミスの数十人のクルーを1人で相手し、全てノックアウトできるほどの実力を持っている。
ロメオ・アルファ
声 - 白井悠介
宇宙戦艦ティラミスの新人パイロットで、階級は伍長。後に中尉に昇任したスバルの部下となる。
士官学校の成績は優秀で、射撃シミュレーションではスバルの記録を軽く上回った。
ダッジ・ナイトロ
声 - 木田祐
宇宙戦艦ティラミスの新人パイロットで、階級は伍長。後に中尉に昇任したスバルの部下となる。

### 地球連邦本部
ソウイチロウ・イチノセ
声 - 小山力也
スバルとイスズの実父。デュランダルの開発設計に携わる要人。切り札である数々の秘密技術により連邦から潤沢な開発予算を引き出している。
普段は連邦本部にて研究に没頭しており、常に厳重な警備体制により守られている。仕事に夢中で家庭をかえりみない性格なためイスズからは忌み嫌われており、スバルからも父ではあるが理解しにくい人間とされていた。スバルとイスズと再会当初も溝のある親子関係であることを自嘲しており、自分に理想の父親像を求めようとするイスズの本音に触れ激怒させるなど傲慢さも持ち合わせている。
実は仕事用の機器でアダルトサイトを利用しており、（料金が発生したと勘違いしているため）支払費用の捻出に苦労している。潤沢なはずの開発予算は火の車状態であり、あと数十万ほど支払が増えれば全てが破綻するほど追い詰められていた。彼を心の底から恐怖させていた架空請求メールやワンクリック詐欺をイスズが解決したことで和解、アダルトサイトから請求されていた大金を支払わずに済んだことでようやく家族の絆を取り戻すことができた。
その後は豊子という女性と恋に落ちるが結婚詐欺であったと気づき絶望、多くの職員を豊子の勧める保険に加入させてしまった罪悪感から逃れるべく、キャバクラで散財した（と思い込む）ことにする画期的な解決策で自我を保った。
ルブラン・スピリ
声 - 久川綾
監査局の局長代理。若くして栄達した女性でありティラミスの監査のため訪れた。相当な切れ者として本部から命令を受けており、ヴェンチュリーからは鬱陶しい存在として内心では嫌われているが、表向きは中立の立場として互いの職域を乱さない距離感を保っている。
スレンダーな体型ではあるが容姿端麗であり、リージュとは違うタイプの美人として周囲を魅了している。ティラミスへの乗艦後は乗組員達へ自分から挨拶、握手をはじめ積極的に物理的なスキンシップをとろうとするなど何かしらの目的がある様子を匂わせていた。
その実態は非常に風変わりな女性であり、「鼻をほじった後で指についたものを食べる」、「脇の臭いをしっかり手に染み込ませた後に自らの鼻で確認する」、「他人と接する時は手を洗わずにそのままの状態で触れることを心掛ける」など、人の目がなければ色々な意味で凄まじい女性。これを目撃したスバルの中では何かが目覚めたらしく、彼がルブランに惚れてしまうきっかけとなった。

### メトゥスの民

#### イスズ部隊
イスズ・イチノセ
声 - 櫻井孝宏、石上静香（幼少期）
メトゥスの民の若き大佐。愛機である「ケリュケイオン」は5th noteを基にメトゥスの民が開発した次世代機である。
実はスバルの兄で、かつては地球連邦の優秀な軍人だったが、ある理由から敵に寝返っている。メトゥスの民では前線基地を任されるほど順調に出世しており、現場担当の指揮官としては指揮権を完全に掌握している。卓越した戦術と突出した研究開発能力は連邦本部と互角に渡り合えるほどであるが、それが故にメトゥスの民上層部との折り合いは悪く、特に後方を掌握している最高司令官にして総帥のキャラデックとは熾烈な権力闘争を繰り広げている。
大部隊を指揮するだけでなく、少数精鋭の部隊の指揮にも自らが出陣することが多い。さらに単独で隠密行動に出ることも多く、宇宙戦艦ティラミスにはコーディという存在で潜入に成功、スバル以外の誰も知らない謎のオペレーターとして情報収集を行いスバルを奪取して帰還するほどの戦果を挙げる。
実はかなりの風変わりな人物であり、性格は冷静なようでどこか抜けている。壮大な構想を述べたと思えばすぐ俗っぽい話に戻るなど、ある意味性格がコロコロ変わる。その上根気があるようで無く、すぐ諦めてしまうような小心さも持つ。口ぐせは「絶対」で、スバルと再会した時でも変わっていない。
健康な左目に義眼と眼帯を彷彿とさせるセットを取り付けている。特殊な能力や別人格を封じているわけではなく只のおもちゃであるため、無くても全く支障はなく気分によって装着しているに過ぎない。このためどこかに置き忘れることも多く、ティラミスを襲撃した時点で4個目を無くしている。その割に価格は高いらしい。ビヨンドからはどこでも使える醤油皿扱いされている。
架空請求メールやワンクリック詐欺に対する知識も万全であるため、アダルトサイトから大金を請求されても即座に真実を見抜くなどインターネットを使いこなしている。
イスズ部隊の中で唯一「ユニヴァース感覚」に目覚めていないが「いつかきっと目覚める（笑）」「もう目覚めてるかも（笑）」という調子でという部下達から慕われており、「いっくん大佐」という愛称で呼ばれている。彼が掌握している研究所ではメトゥスの民上層部や地球連邦本部でさえ驚愕するほどの研究成果を挙げているが、軍事機密に指定する度にビヨンドがインスタグラムで公開してしまうので戦局には影響することは特にない。
周囲が唖然とするほど貧乏性なうえに臆病なため作戦行動に支障をきたすこと多く、多くの部下が全力でサポートすることで事態を収拾することが多い。人々の人望を失いかねない奇想天外な行動ばかりするが、他人のために本気になれる人物でもあることも知られているため部隊内での関係は至って良好である。目下の敵は日々上がっていくケリュケイオンの保険の等級。欲しいものはシールを集めるともらえるミッフィーの小皿。
スバルB（ビヨンド）
声 - 江口拓也
メトゥスの民が造ったヒト形生命体であり人工的に「ユニヴァース感覚」を与えられている。「デュランダル=ツヴァイ」に乗り、スバルに執拗に挑んでくる。
メトゥスの民がスバルの生体情報を何らかの方法で入手、それを基にクローン技術で生み出したため、スバルに似た容姿を持つ。スバルのクローンとして急成長したが故に理性を欠いてしまっているが、戦闘に関しては常人をはるかに超えた動物的感覚で戦場を蹂躙するほどの戦闘力を誇る。
当初は破壊衝動に振り回され本能に従い戦闘の楽しんでいるだけであったが、ユニヴァース感覚を通してコピー元であるスバルの成長による影響を受け自我に目覚める。それ以降は自ら「ビヨンド」という名前を名乗り、自分こそがスバルのコピー元なのだと発想を変える。コピー元ではなくコピーである（と決めた）スバルとの決着をつけるべく、巨大機動兵器ハーデスデュランダルにてさらなる戦闘力を身に着けた。
実は理性を欠いているのではなく、まともに怒られた経験がない「宇宙ゆとり」。非常に我儘な傍若無人で他人のことを考えない行動をとるのは倫理や常識を教える人がいなかったためであった。本当は誰かに怒られると泣くほど落ち込んでしまうほど繊細な感情の持ち主であり、ハーデスデュランダルの整備員から常識をはじめ他人を思いやることの重要性を教えられることになった。
SNSを知ってからは一人でアカウントを3つ持つほど熱中しており、皆からの称賛を求めインスタグラムに日々軍事機密を投稿している。5thノートの碑文により完成された最重要機密「意思を持つコックピット」の情報も全宇宙に拡散されており、戦場以外でも戦局を大きく左右する存在となっている。
マイバッハ
声 - 杉田智和
肥満体形の中年男性。アニメでは「マイバッハ・ヴィルヘルム」というフルネームが設定されているイスズの副官。現在の階級は中尉であるが、実はかつては総帥直属の参謀という待遇であった。
液体の中にはいると色々なものが液体内に浮かぶ上に液体そのものの色が変わるなど不潔な人物。初対面したスバルには新人への洗礼という軍人特融の嫌味を述べるニヒルな面を見せたが、肝心のスバルはマイバッハが浸かった後の液体に入る恐怖に怯えており声は届いていなかった。
能力的には優秀でありイスズの奇想天外な行動に振り回されつつも慕っている。土壇場になるとイスズが及び腰になることを理解しており、自暴自棄になったイスズを部下達総出で上手く諫めて作戦を成功させるのがお約束となっている。
美しい妻と可愛い子供に恵まれているが、総帥がアンユニーバス差別主義者であるため、もしメトゥスの民が宇宙の覇権を握った際には「ユニヴァース感覚」に目覚めていない彼の家族は処分されてしまう危機にある。このため総帥を見限りイスズの部下となり、総帥とは違う形でイスズが宇宙の覇権を握ることを願っている。
フェイ・キャラウェイ
声 - 潘めぐみ
少尉。イスズを男性として慕っており、イスズと対立関係にある上層部との折り合いは悪い。
生い立ちは非常に苦しい環境にあり、ゴミ箱から食料を探さなければ生きていけないほど生活に困窮する少女時代を経験している。絶望を送る日々の中でイスズと出逢い、彼の庇護下に加えられることでようやくまともな生活を送れるようになった。このため自分を取り立ててくれたイスズには大きな恩義を感じており、やがて一人の男性として想うようになった。
女性として大きく成長した後、イスズの研究所にしてビヨンドと同じく人工的に「ユニヴァース感覚」を与えられるが、理性を失わず覚醒したことで成功例として注目されている。これにより専用機動兵器「ギムレット」を与えられ、単独で連邦部隊を撃破するほどの戦闘力を得ているが、理性を欠いているが故に戦局を左右するほどの戦闘力を誇るビヨンドにはおよばないことを自覚しており、彼女自身としてはパイロットとしての才能以外は何の取り柄もない存在として不甲斐なく感じている。
イスズの方では彼女の想いに気付いていないため、分け隔てなく接する機会に恵まれている。それが故にイスズの奇想天外な行動に振り回されており、時として度を越えた貧乏性や子供っぽい行動に閉口した末に自分がなぜイスズに惚れているのか心の底から悩んだりもしている。同時に誰よりも自分を大切にしてくれているのはイスズであり、彼女のためであれば本気で行動してくれるイスズの優しさも理解しているため嫌いになることもできず日々苦悩している。

#### メトゥスの民上層部
エスカレド・キャデラック
声 - 池田秀一
総帥。最高司令官の肩書に負けない偉丈夫であり卓越した演説で部下達を湧きたてる存在。アンユニーバス差別主義者であり、「ユニヴァース感覚」に目覚めていない者はたとえ部下の家族であっても排除すべきという思想に染まっており、マイバッハのように彼を見限った部下もいる。前線基地を掌握しているイスズとは権力闘争を繰り広げており、イスズが研究成果を報告してこないことを苦々しく感じている。
実は非常に緊張する性格なため手に演説内容を書いている。妻から嫌われてしまったため食事を作ってもらえず、巡察と称して街で宝くじを買うのが日課となっている。コイン代わりに「ユニヴァース感覚」で購入した宝くじをチェックするのが密かな楽しみとなっており、総帥とは思えない哀愁漂う姿を執事から同情されている。
忠実な部下達に恵まれているが、曖昧な命令だと盛大に失敗してしまうのが悩みの種。一生懸命努力している部下を叱れない性格のため、彼の自宅は部下が（送り先を間違って）一生懸命運んできてしまった軍事関連品で溢れてしまっている。
エスカレド・シュエルビィ
声 - 浅野真澄
キャデラックの妻。49歳。
毎日同窓会と称する何かに出かけていて夫婦が会う日は少ない。キャデラックのせいで精神的に病気になりかねないと思うほど夫婦仲は悪化している。
父親が相当の資産家だったらしくキャラデックの住む豪邸も彼女の父親のもの。キャデラックの曖昧な命令のせいで自宅は大荷物だらけになっているのが不満の種となっている。
昔は円満な夫婦仲だったらしく、彼女を今のような性格になるまで追い詰めてしまったことがキャデラックの負い目となっている。
マスタング・フォード
キャデラック四指団の一人。総帥直属にして大佐であり、四指団の中で最も暴虐にして残虐な男として恐れられている。
元々はしがない解体屋として生計をたてていたが「ユニヴァース感覚」に目覚めたことでメトゥスの民の幹部にまで栄達した。短期間でのし上がった実力は本物であり、彼の手にかかれば機動兵器越しであっても念動力により呼吸をとめられてしまい、戦闘することすら許されず敗北させられてしまう。念動力のみで操縦が可能なため、彼専用の機動兵器で戦場を駆け回る。ミスをした部下や同僚にも非常に厳しく、場合によっては二度をミスをしないようまぶたを切り落とそうと思案している。
実際には周囲から危険人物と認識してほしいため残虐非道な人間を演じている偽悪主義者。危険人物に見えるよう迎え舌を心掛けた結果、食事の様子が非常に心温まる光景になってしまっていることをキャデラックから指摘されてからは心底気にしている。他人からの評価に敏感なうえに繊細でナイーブなため、気がかりなことがあると念動力が乱れしていまい機動兵器ごと事故に遭うこともある。
「ユニヴァース感覚」に目覚めるまでは生活が苦しく、まともに教育を受けられなかった自分には知らないことが多い故に苦労してきたことを痛感している。このため大変家族思いであり、特に弟に対しては自分のように辛い人生を送らせないため学費をしっかりと払っている。弟からも大変尊敬されているため兄弟仲は良好であり、二人で慰安旅行にでかけることもある。
ガードナー
キャデラック四指団の一人。かつてキャデラックが直接登用に出向いたほどの逸材であり、「鉄仮面のガードナー」という異名をもつ。
かつてメトゥスの民が大規模な組織化を経る前の時代、まだ広く認識されていなかった「ユニヴァース感覚」をもって生まれた稀有な存在。これにより名家の長男であるにも関わらず十年間幽閉されたが、メトゥスの民総帥となったキャデラック直々のスカウトにより一気に栄達の道を登った。「ユニヴァース感覚」で発生させるバリアは物理攻撃だけでなくビーム攻撃にも強固な防御力を誇り、ガードナーの実力を初めて視たマスタングでさえも素直に称賛した。機動兵器による攻撃でさえも意に介さないため、単独で敵陣突破さえ可能にしている。
幽閉時代の名残である鉄仮面は実は取り外し可能であったが、ネジが経年劣化していることを見落としたキャデラックによりネジ破損という経緯によりそのままとなった。このため鉄仮面のままで熱い料理を食べなければならないという苦行に陥っているが本人は割と満足している。孤独な時間が長すぎたため他者との意思疎通も苦手ではあるが、円滑な意思疎通ができるよう努力をしていないわけではなく、鉄仮面越しとはいえ場を盛り上げようとする涙ぐましい一面もある。
大人達に全てを奪われた幼少時代が長かったため、自分のものは常に目の届く範囲にないと不安になるという性分でもある。このためキャデラックにより破格の待遇の身となった自身の現状にも戸惑っている節があり、幽閉されていた自分を救い出してくれたキャデラックには絶対的な忠誠を感じている。
ガヤルド・Ｆ・ランボルギーニ
キャデラック四指団の一人。総帥直属の中将にしてメトゥスの民が誇る最強の艦隊を率いる指揮官でもあり、「四師団の人差し指」と呼ばれる歴戦の将官。
他者と圧倒する統率力や指揮能力に加え「ユニヴァース感覚」で戦場を碁盤の目のように視る天才的な采配により連邦軍からも警戒されている。若くして四師団入りを果たした最長記録保持者であるが故に、かつては四師団人生をあきらめかけるほどの重傷を負っている。この際に自分を支え立ち直らせてくれた女性アヴェンダと後に結婚、今でも心の底から大切にしており多くの子宝にも恵まれている。戦闘開始直前に戦力外通告という無慈悲な扱いを受けても冷静に事態を受け止めるなど胆力にも優れており、畑違いの焼肉店経営に回されても前向きに取り組む家族思いな男。
実は最前線の艦隊旗艦に家族を全員同伴させるという公私混同が戦力外通告の最大の原因。艦隊指揮に支障をもたらすほどの重傷の再発も考慮された結果ではあるが、その右ひじ靱帯損傷も攻撃開始命令の見栄えを重視した腕の振りすぎが原因であり、実際には艦隊戦に伴う戦傷というほどのものではない。こういった自身の問題についてはさすがに自覚しており、四師団を支えると豪語しつつも実際には加齢に伴う成績不振で成果を出せていない自分自分に苦悩している。
スペム・メトゥス・セクィトゥル
メトゥスの民の創始者。メトゥス＝ゲルメンケントルムに君臨し、キャデラックの上位者として彼を呼び出せる数少ない存在。
キャデラックと出逢う１００年ほど前に肉体を失っているが、脳みそのみとなった現在でも保存液の中から周囲と意思疎通が可能など超常的な存在。地球に絶望した人類のためメトゥスの民を創設したほどの傑物ではあるが、生体コピーに関する研究データやサンプルをはじめ入手できなかったものの多かったらしく、キャデラックほどの「ユニヴァース感覚」をもつ人材獲得については心の底から歓迎している。荘厳にして慈愛に満ちた口調の持ち主であり、初対面とはいえキャデラックでさえも圧倒されかけてしまうという強烈な個性をもつ。
本当はごくごく普通の口調の持ち主らしく普段の荘厳さは意識的に演じている程度。動揺すると感情丸出しの口調へと変貌してしまい、他人の罵詈雑言も人格攻撃を辞さないほどの荒々しいものとなる。かつてキャデラックがうっかり水槽をは破壊してしまった際には脳みそごと地面に投げ出された末に保存液ではなく洗浄液に浸されるという凄まじい苦痛を経験させられており、この時ばかりは本気の怒りをキャデラックにぶつけるなど庶民的な姿を晒している。
ジネッタ　メトゥス　ウォークレット
スペム・メトゥス・セクィトゥルの養女。わずか１０歳にしてキャデラック四指団であるマスタング・フォードを小馬鹿にするほどの「ユニヴァース感覚」を有している。
古風な謙譲語を使いこなすなど風変りな少女であるが、通常の「ユニヴァース感覚」とは違う「nユニヴァース感覚」により他人の深層心理を覗くという常識外れな能力を使いこなしている。これこそが彼女の両親を含め全員が謎の死を遂げてきたメトゥスの一族の中で彼女が生かされてきた理由であり、彼女自身も「nユニヴァース感覚」がある限り自分は生存を許されることを理解している。（後の歴史では彼女こそが長きに渡る戦争を終結に導いた人物として記されている。）
実は古風な謙譲語を意識して使っているだけの普通の少女。養父と同じく動揺すると感情丸出しの口調へと変貌するなど素の部分では１０歳の域を出ない。キャデラックの真の目的を探るべく彼の深層心理を覗いた結果、あまりにも理解不能な心理状態を体験しキャデラックの心の闇を味わうことになった。

### その他
スバル母
声 - 三宅麻理恵
スバルとイスズの母。ソウイチロウの妻。
若くして亡くなったため記憶が薄れ表情は不明だが相当の美人だったらしい。子供に優しく手巻き寿司を作るほどで、手にご飯をのせ味見する癖があった。
スバルが9歳のクリスマスの時には既に他界している。
ラムダβ
声 - 久野美咲
アニメ2期終盤にて登場した人工知能っぽい何か

## 機動兵器

### 地球連邦軍
デュランダル
スバル・イチノセ専用機である純白の最新汎用人型兵器。スバルが搭乗することで単騎で多数の敵戦力を殲滅できるほどの戦力を有する。時折スバルの妄想で等身大サイズとなり普通に会話し仲良く日常を送ったりしている（アニメでは、この時の声を大塚明夫が担当）。
ビームサーベルやサーベル型実体剣、ビームライフル、また対拠点狙撃用重射撃武器D（ディ）・フォトンランチャー、D（ディ）・シールドなど、装備は充実している。一時的にリージュが乗ることになるがスバルの専用機に戻ったりする。
核融合エンジンで動作しており理論上無限の動力を有しているが、トラブルが発生すると動作系統が総て停止、操縦できなくなる。しかし外部からの警告ランプの点滅と生命維持装置、生活家電用電力は確保されているようで、コックピット内にある電子レンジは動作できるようである。
コックピット内はかなり広く、シゲコがデコレーションしたり秘蔵のDVDを隠しておいたり補給艦アシガラから配送された白米パックのダンボールを数個保管できるほどの容積を持ち合わせ、さらに据え置き型ゲーム機器とテレビでロールプレイングゲームをし続けるだけのある意味別室的な居住性が確保されている。
クリスマスをティラミスで迎えた際は外部装甲でのイルミネーション表示だけでなく、コックピットまでもクリスマス仕様となっていた。
なお外部動作機器への電力供給もデュランダルの外部コンセントに接続することで行えるが、その場合外部接続時にコックピット内部への電力供給が一時的に断たれて（瞬停）しまうため、ハンガーの清掃を行うためにシゲコが掃除機を接続した際はスバルが74時間かけて進めたラスボス直前のデータを全て消されてしまった。
F（エフ）・デュランダル
フルモデルチェンジされたデュランダル。量産型機でスバル「達」の新たなる愛機。ボタン一つで巡航形態となるFフライヤーモードに変形する。デュランダルとは操作の互換性がなく、かなり複雑になっている上に二画面分割によるテレビ中継投影やステータス画面表示など機能が充実してはいるが、肝心の基本マニュアルの伝達が遅れたためティラミスのパイロット達でも操作を習熟するのが大変だった模様。
なお、F・デュランダルの操作マニュアルには困ったときのための問い合わせサポートセンターの連絡先が記載されているが、月曜日から金曜日の09:00-18:00と営業日営業時間帯対応のみの受付となっており、さらにサポートセンター拠点は地球の某T都S区に所在がある模様。
ネオデュランダル
デュランダルおよび F・デュランダルの戦闘データを得てさらに改良されたスバル・イチノセ専用機。隊長用の機体として指示用のアンテナが取り付けられているなど機体同士での集団戦にも対応している。
隊長に任命され気負い過ぎたスバルの突発的な奇行により、スバルが操縦する前にアンテナを破損した故障機体として戦場デビューした。

プリマヴェーラδ（デルタ）
リージュ・ルロワ専用機だった女性型の汎用人型兵器。胸部にミサイルを内蔵。リージュに専用機デュランダルを奪われたスバルが理性を失いかけたため、スバル搭乗時に乳房と見立てた胸部を自ら揉みしだこうとして大破するという事態を引き起こした。
しばらくしてリージュ専用機に戻り、彼女の操縦により戦場を駆け巡っている。
パトロイド
地球連邦宇宙警察が運用する警備用人型兵器。警官を模した外見で、モノアイセンサーの形状が額と同じ桜の代紋なのが特徴。「ビーム刺股」を装備。

### メトゥスの民
ケリュケイオン
イスズ隊長機であるメトゥスの民の次世代機。
起動・操縦にはリモートキーが必要なのだが、イスズのだらしない癖と根気の無い姿勢でカバンの奥底にあったキーを一時は紛失・盗難されたと勘違いする。
コックピットはティラミスと同様居住性がかなり確保されており、リビング並みの広さを持つ。置いてある家具は最小限でモノトーンの落ち着いたものしかない。
なお、クッキーの空き缶の中にはミラからもらった手紙やマスコット人形が保管されている模様。
半獣型高機動形態「グリフォンモード」への変形が可能な可変機で、高い機動性を誇るが、「グリフォンモード」変形の際デュランダル=ツヴァイに馬乗りにされ、頭部を損傷し作戦を中止する羽目になっている。
デュランダル=ツヴァイ
スバルBに与えられた黒いディランダル。外観こそカラーリング以外でデュランダルと寸分違わないが、メトゥスの民の技術力によりオリジナルのデュランダルを上回る機体。専用の鎌を装備し、コックピットに繋がる裏口に鍵屋の支店が設置されている。
ギムレット
フェイ・キャラウェイ専用機。四本腕が特徴。

## 用語
4th note
祖母星グランマーズから受けたデータ。対してメトゥスの民は5thノートを受け取っている。両陣営共にグランマーズの高度な技術が記されたものとして最重要視しているが、実際には技術だけに留まらずグランマーズへの航路まで記されている。イスズがこれに気付いたことでメトゥスの民では内部抗争が発生している。
メトゥスの民
地球連邦と戦争状態にある宇宙移民者。
ティラミス
地球連邦軍最重要戦艦。機動兵器を多く収容でき、さらに兵器の管制役を行えるだけでなく、内部はホールや整備施設が充実している。艦長はヴェンチュリー・ルロワ。
アシガラ
連邦軍制域圏内に定期的に巡回する地球連邦軍の補給艦。ティラミスとドッキングして往来が可能となる。食堂や売店、トイレなどがあり内装は地球のコンビニである。
所属員向けに物品配送サービスもやっているらしい。

## 書誌情報
- 宮川サトシ（原作）・伊藤亰（作画） 『宇宙戦艦ティラミス』 新潮社〈BUNCH COMICS〉、全10巻
  1. 2016年5月9日発売[6]、ISBN 978-4-10-771891-4
  2. 2016年10月8日発売[6]、ISBN 978-4-10-771922-5
  3. 2017年4月8日発売[6]、ISBN 978-4-10-771969-0
  4. 2017年9月8日発売[6]、ISBN 978-4-10-772008-5
  5. 2018年3月9日発売[6]、ISBN 978-4-10-772059-7
  6. 2018年7月9日発売[6]、ISBN 978-4-10-772099-3
  7. 2018年10月9日発売[6]、ISBN 978-4-10-772125-9
  8. 2019年4月9日発売[6]、ISBN 978-4-10-772175-4
  9. 2019年10月9日発売[6]、ISBN 978-4-10-772221-8
  10. 2020年4月9日発売[6]、ISBN 978-4-10-772274-4

## テレビアニメ
2018年4月から6月にかけて第1期がTOKYO MXほかにて10分枠で放送された。第2期『宇宙戦艦ティラミスII』（うちゅうせんかんティラミス ツヴァイ）は同年10月から12月にかけて放送された。ナレーションは大塚明夫が担当する。
キャッチコピーは第1期が「地球は青かった。兄弟（ふたり）はアホだった。」。第2期が「俺たちの中で誰が一番アホだと思う？」。
スバルが愛知県出身であるという縁からか名鉄交通や中日ドラゴンズなどの実在の愛知県内の企業が制作協力に名を連ねている。特に第2期第6話においては中日の元選手井上一樹が登場する。また、同じく第2期第11話では実在の雑誌である『週刊新潮』も登場する。

### キャスティング
スバル役には石川界人が起用された。石川は2018年3月31日に行われた先行上映会のトークイベントの中で、「毎回スバルは絶叫しているため、テンションの高さを維持し続けるのが大変だった」と述べている。また、石川は本作の主題歌も担当しており、「最初は緊張して声が出なかったが、『彼は歌っているうちにノリノリになってくるだろう』とキャラクターのことを意識したところ、うまく歌えるようになった」とアニメイトタイムズとのインタビューの中で振り返っている。
スバルの陰毛の役には中田譲治が起用された。博史池畠は先行上映会の中で、中田をGONZO作品に毎回起用していることから、本作では陰毛かナレーションのどちらの役にしようか悩んだ末に陰毛役に起用したことを明らかにした。

### スタッフ
- 原作 - 宮川サトシ、伊藤亰[4]
- 監督 - 博史池畠[4]
- シリーズ構成・脚本 - 佐藤裕[4]
- キャラクターデザイン・総作画監督 - 横山愛[4]
- メカデザイン・プロップデザイン - 杉村友和[13]
- 美術監督 - 畠山佑貴、若松栄司[13]
- 色彩設計 - 歌川律子[13]
- モニター グラフィックス・特殊効果 - 南條楊輔[13]
- 3DCGディレクター - 白井賢一[13]
- 撮影監督 - 林コージロー[13]
- 編集 - 廣瀬清志[13]
- 音楽 - 石毛駿平[13]
- 音楽プロデューサー - 澁谷知子
- 音楽制作 - 日本コロムビア[13]
- 音響監督 - 郷文裕貴[13]
- 音響制作 - スタジオマウス[13]
- プロデューサー - 土井千鶴、姚鑫、安藤盛治、谷口博康、千矢真理子、金子広孝、大谷知広、見市敏之、中東豊和、長岡浩平
- アニメーションプロデューサー - 奥山真吾
- アニメーション制作 - GONZO[4]
- 製作 - 「宇宙戦艦ティラミス」製作委員会（GONZO、JY Animation、フリュー、STUDIO MAUSU、日本コロムビア、新潮社、TOKYO MX、フロンティアワークス、エクサインターナショナル、NTTぷらら、アドアーズ）

### 主題歌
歌唱は全てスバル・イチノセ（石川界人）が担当する。

#### 第1期
「Breakthrough」
オープニングテーマ。作詞は磯谷佳江、作曲は小野貴光、編曲は玉木千尋。第2期第1話では第1期のあらすじ紹介部分で使用。
「DURANDAL」
エンディングテーマ。作詞・作曲・編曲はhisakuni。

#### 第2期
「Gravity Heart」
オープニングテーマ。作詞はみきとPとてにをは、作曲・編曲はみきとP。
「DURANDAL New ver.」
エンディングテーマ。作詞・作曲・編曲はhisakuni。曲中には宮川サトシ脚本によるキャラクター同士の会話が挿入される。
| 出演                             | 出演 | 出演                         | 話数          |
| -------------------------------- | ---- | ---------------------------- | ------------- |
| イスズ・イチノセ（櫻井孝宏）     | ×    | スバル・イチノセ（石川界人） | 第1話、第12話 |
| デュランダル（大塚明夫）         | ×    | スバル・イチノセ（石川界人） | 第2話、第4話  |
| マイバッハ（杉田智和）           | ×    | スバル・イチノセ（石川界人） | 第3話、第7話  |
| ヴォルガー・ハマー（諏訪部順一） | ×    | スバル・イチノセ（石川界人） | 第5話、第8話  |
| スバル・ビヨンド（江口拓也）     | ×    | スバル・イチノセ（石川界人） | 第6話、第10話 |
| ロメオ・アルファ（白井悠介）     | ×    | スバル・イチノセ（石川界人） | 第9話、第11話 |

### 各話リスト
| 話数  | サブタイトル                                              | 絵コンテ     | 演出       | 作画監督                                                                   |
| 第1期 | 第1期                                                     | 第1期        | 第1期      | 第1期                                                                      |
| ----- | --------------------------------------------------------- | ------------ | ---------- | -------------------------------------------------------------------------- |
| #01   | FLY IN SPACE/NAKED DANCE                                  | 博史池畠     | 博史池畠   | 鎌田均                                                                     |
| #02   | MY CUTE PUPPY/DO NOT DISTURB                              | 博史池畠     | 博史池畠   | 鎌田均                                                                     |
| #03   | BLUENESS/THE LAST VOLUME                                  | 博史池畠     | 博史池畠   | 鎌田均                                                                     |
| #04   | STAND IN THE UNIVERSE/I'M NOT ALONE                       | 北井嘉樹     | 北井嘉樹   | Kim Heekang、In Taesun Lee Boohee、Seo Soonyoung Kwon Yongsang             |
| #05   | DRIFTING WITHOUT SIDE DISHES                              | 麦野アイス   | 北井嘉樹   | Kim Heekang、In Taesun Lee Boohee、Seo Soonyoung Kwon Yongsang             |
| #06   | HOLY NIGHT SCRAMBLE/DIM MEMORY                            | 麦野アイス   | 北井嘉樹   | Kim Heekang、In Taesun Lee Boohee、Seo Soonyoung Kwon Yongsang、皆川愛香利 |
| #07   | LOST MEMORY/TRAGEDY IN THE LIQUID ROOM                    | 吉川志我津   | 吉川志我津 | Kim Heekang、In Taesun Lee Boohee、Seo Soonyoung Kwon Yongsang、皆川愛香利 |
| #08   | SMALL SCRATCH/HELLO MR.ROBOT                              | 吉川志我津   | 吉川志我津 | Kim Heekang、In Taesun Lee Boohee、Seo Soonyoung Kwon Yongsang、皆川愛香利 |
| #09   | RETURN OF THE ACE PILOT/A FRIEND OF MINE                  | 吉川志我津   | 吉川志我津 | Kim Heekang、In Taesun Lee Boohee、Seo Soonyoung Kwon Yongsang、皆川愛香利 |
| #10   | BLACK IMPULSE/SUBARU, THE SPEED KING                      | 八谷賢一     | 八谷賢一   | 皆川愛香利                                                                 |
| #11   | NON-FICTION/REUNION WITH CHIBI                            | 八谷賢一     | 八谷賢一   | 皆川愛香利                                                                 |
| #12   | MAN'S WORLD                                               | 八谷賢一     | 八谷賢一   | 鎌田均                                                                     |
| #13   | ATMOSPHERIC REENTRY/TO EARTH                              | 博史池畠     | 吉川志我津 | 鎌田均                                                                     |
| EX01  | GOOD NIGHT SUBARU                                         | 麦野アイス   | 所俊克     | Kim Heekang、In Taesun Kim Daehoon、Kwon Yongsang 皆川愛香利               |
| EX02  | SENTO                                                     | 麦野アイス   | 所俊克     | Kim Heekang、In Taesun Kim Daehoon、Kwon Yongsang 皆川愛香利               |
| EX03  | 0203                                                      | 麦野アイス   | 所俊克     | Kim Heekang、In Taesun Kim Daehoon、Kwon Yongsang 皆川愛香利               |
| 第2期 |                                                           |              |            |                                                                            |
| #01   | COCKPIT ADDICTION/IT FALLS INTO THE CHRYSLER              | セトウケンジ | 所俊克     | 皆川愛香利                                                                 |
| #02   | REUNION/NEO UNIVERSE…                                     | セトウケンジ | 所俊克     | 皆川愛香利                                                                 |
| #03   | FREEZE!/EYES OF THE HERO                                  | セトウケンジ | 所俊克     | 皆川愛香利                                                                 |
| #04   | BUT THERE THERE WAS A GIMLET/AI                           | 麦野アイス   | 北井嘉樹   | 鎌田均                                                                     |
| #05   | GRIM REAPER DANCING/BROTHERS                              | 麦野アイス   | 北井嘉樹   | 鎌田均                                                                     |
| #06   | IN NO WAY/BEYOND THE ORIGIN                               | 麦野アイス   | 北井嘉樹   | 鎌田均                                                                     |
| #07   | URBAN WARFARE/GOD SAID                                    | 福田道生     | 玉田博     | Kim Heekang、Seo Soonyoung In Taesun、Kwon Yongsang                        |
| #08   | DIFFERENT FUTURE/JIKAN YO TOMARE                          | 福田道生     | 玉田博     | Kim Heekang、Seo Soonyoung In Taesun、Kwon Yongsang                        |
| #09   | THE NEW RECORD(S)/GHOST IN THE COCKPIT                    | 福田道生     | 玉田博     | Kim Heekang、Seo Soonyoung In Taesun、Kwon Yongsang                        |
| #10   | ON THE OTHER SIDE OF THE STONE MONUMENT/DICTATOR CADILLAC | 麦野アイス   | 八谷賢一   | Kim Heekang、Kwon Yongsang                                                 |
| #11   | DURANDAL RISER/PLUG-IN KERUKEION II                       | 麦野アイス   | 八谷賢一   | Kim Heekang、Kwon Yongsang                                                 |
| #12   | BATTLE OF THE HEKATONKHEIRES PART I                       | 博史池畠     | 八谷賢一   | 鎌田均 Kim Heekang、Kwon Yongsang                                          |
| #13   | BATTLE OF THE HEKATONKHEIRES PART II                      | 博史池畠     | 八谷賢一   | 鎌田均                                                                     |

### 放送局
| 放送期間                     | 放送時間                     | 放送局      | 対象地域 | 備考                      |
| ---------------------------- | ---------------------------- | ----------- | -------- | ------------------------- |
| 2018年4月3日 - 6月26日       | 火曜 1:00 - 1:10（月曜深夜） | TOKYO MX    | 東京都   | 製作参加                  |
|                              | 火曜 2:00 - 2:10（月曜深夜） | サンテレビ  | 兵庫県   |                           |
|                              | 火曜 2:30 - 2:40（月曜深夜） | BS11        | 日本全域 | BS放送 / 『ANIME+』枠     |
| 2018年4月6日 - 6月29日       | 金曜 22:35 - 22:45           | AT-X        | 日本全域 | CS放送 / リピート放送あり |
| 2018年10月9日 - 2019年1月1日 | 火曜 22:30 - 22:45           | J:COMテレビ | 日本全域 | アニおび枠                |

| 放送期間                     | 放送時間                     | 放送局      | 対象地域 | 備考                      |
| ---------------------------- | ---------------------------- | ----------- | -------- | ------------------------- |
| 2018年10月2日 - 12月25日     | 火曜 1:00 - 1:10（月曜深夜） | TOKYO MX    | 東京都   |                           |
|                              | 火曜 2:00 - 2:10（月曜深夜） | サンテレビ  | 兵庫県   |                           |
|                              | 火曜 2:30 - 2:40（月曜深夜） | BS11        | 日本全域 | BS放送 / 『ANIME+』枠     |
| 2018年10月3日 - 12月26日     | 水曜 22:30 - 22:40           | AT-X        | 日本全域 | CS放送 / リピート放送あり |
| 2018年10月9日 - 2019年1月1日 | 火曜 22:45 - 23:00           | J:COMテレビ | 日本全域 | アニおび枠                |

インターネットでは、ひかりTVほかにて4月3日より配信される。

### BD / DVD
| 巻 | 発売日        | 収録話                    | 規格品番  | 規格品番  |
| 巻 | 発売日        | 収録話                    | BD        | DVD       |
| -- | ------------- | ------------------------- | --------- | --------- |
| 上 | 2018年6月27日 | 第1話 - 第6話、未放送2話  | OVXN-0044 | OVBA-1069 |
| 下 | 2018年7月25日 | 第7話 - 第13話、未放送1話 | OVXN-0045 | OVBA-1070 |

| 巻 | 発売日        | 収録話                    | 規格品番  | 規格品番  |
| 巻 | 発売日        | 収録話                    | BD        | DVD       |
| -- | ------------- | ------------------------- | --------- | --------- |
|    | 2019年1月30日 | 第1話 - 第13話、未放送4話 | OVXN-0047 | OVBA-1079 |

### ゲーム
スーパーロボット大戦X-Ω
iOS / Android用アプリゲーム。ロボットアニメが多数登場するクロスオーバー作品。
2018年12月に期間限定参戦作品として第1期が登場。2019年11月には第2期が期間限定で登場。

## 舞台
舞台『宇宙戦艦ティラミス』
2018年7月25日 - 31日 シアターサンモール
2018年8月4日・5日 岐阜市文化センター
2018年8月11日・12日 ABCホール
舞台『宇宙戦艦ティラミスII』～蟹・自分でむけますか～
2019年12月27日 - 29日 IMPホール
2020年1月8日 - 19日 クラブeX
舞台『宇宙戦艦ティラミス～銀河列車で遊郭行きてぇなぁ編～』
2022年10月7日 - 16日 こくみん共済 coop ホール／スペース・ゼロ
舞台『宇宙戦艦ティラミス』完結編〜ファイナルラストはエンドの終わり〜
2023年9月2日・3日 瑞穂市サンシャインホール
2023年9月7日 - 17日 IMAホール

### キャスト
全作共通
- スバル・イチノセ - 校條拳太朗
- イスズ・イチノセ - 高本学
- ヴォルガー・ハマー - 上田悠介

舞台『宇宙戦艦ティラミス』
- スバルB - 伊藤孝太郎
- リージュ・ルロワ - 藤本かえで
- マーティン・アンサンブル - 正木航平
- ヴェンチュリー・ルロワ - 磯貝龍虎

舞台『宇宙戦艦ティラミスII』～蟹・自分でむけますか～
- リージュ・ルロワ - 藤本かえで
- ロメオ・アルファ - 佐藤信長 / 堀田怜央[注 1]
- ダッジ・ナイトロ - 宮澤佑
- スバル・ビヨンド - 伊藤孝太郎
- エスカレド・キャデラック - 正木航平
- 生協の人 - 三浦海里
- ソウイチロウ・イチノセ - 磯貝龍乎

舞台『宇宙戦艦ティラミス～銀河列車で遊郭行きてぇなぁ編～』
- リージュ・ルロワ - 出口亜梨沙
- ロメオ・アルファ - 佐藤信長
- ダッジ・ナイトロ - 宮澤佑
- スバル・ビヨンド - 伊藤孝太郎
- エスカレド・キャデラック - 正木航平
- ジネッタ・メトゥス・ウォークレット - 高橋紗妃
- サムライ - 大久保幸輝
- 井上才蔵 - 磯貝龍乎

舞台『宇宙戦艦ティラミス』完結編〜ファイナルラストはエンドの終わり〜
- リージュ・ルロワ - 出口亜梨沙
- スバル・ビヨンド - 伊藤孝太郎
- エスカレド・キャデラック - 正木航平
- ジネッタ・メトゥス・ウォークレット - 高橋紗妃
- タタ・デーウ - 山沖勇輝
- サチコ・ホリエ - 磯貝龍乎

### スタッフ
- 原作 - 宮川サトシ・伊藤亰
- 脚本 - なるせゆうせい（第1作・第2作）、米山和仁（第3作・第4作）、宮川サトシ（第3作・第4作）
- 脚本監修 - なるせゆうせい（第3作・第4作）
- 演出 - 米山和仁
- 企画・プロデュース - 4cu、「based on origin」project（第1作・第4作）
- 製作 - 舞台「宇宙戦艦ティラミス」製作委員会